# Hasan Şaş
Hasan Gökhan Şaş (Karataş, Adana, 1 de agosto de 1976), más conocido como La Bruja Şaş, es un exfutbolista y entrenador turco. Se desempeñaba en la posición de centrocampista. Derecho

## Trayectoria
Gökhan empezó su carrera de forma llamativa en el equipo de Ankaragücü en 1995, marcando muchísimos goles. En 1998 fichó por el Galatasaray donde consiguió sus mayores logros deportivos, siendo el más importante de ellos la Copa de la UEFA en el año 2000 y posteriormente la Supercopa de Europa venciendo con su equipo al Real Madrid. Todos sus logros deportivos a nivel de clubes los consiguió con el Galatasaray entre ellos, 5 Ligas de Turquía, 3 Copas de Turquía y Una Supercopa de Turquía. Hasan Sas anunció su retiro del fútbol profesional al final de la temporada 2008-09 luego que el Galatasaray anunció que no renovaría el contrato del futbolista turco.

## Selección nacional
Fue internacional con la selección de fútbol de Turquía en 40 ocasiones y marcó 2 goles. Su debut se produjo el 2 de abril de 1997 en un encuentro válido por las eliminatorias para la Copa Mundial de Fútbol de 1998 ante la selección de los Países Bajos que finalizó con marcador de 1-0 a favor de los turcos. Hasan Sas participó en la Copa Mundial de Fútbol de 2002 logrando en esta la mejor ubicación de Turquía en la historia, llegando al tercer puesto tras perder en semifinales con el futuro campeón de la copa, Brasil. Hasan marcó dos goles en la Copa del Mundo, el primero ante Brasil el 3 de junio de 2002, encuentro que Turquía terminaría perdiendo por 2 a 1 y el segundo frente a China, el 13 de junio de 2002, 3 a 0 sería el resultado final de este encuentro. Hasan también disputó, con la selección turca, algunos partidos para la clasificación a la Copa Mundial de Fútbol de 2006. El último partido que disputó con su selección fue el 7 de septiembre de 2005, enfrentándose a Ucrania, por la clasificación a la Copa Mundial de Fútbol de 2006.

### Participaciones en Copas del Mundo
| Mundial                        | Sede                  | Resultado    | Partidos | Goles |
| ------------------------------ | --------------------- | ------------ | -------- | ----- |
| Copa Mundial de Fútbol de 2002 | Corea del Sur y Japón | Tercer lugar | 6        | 2     |

## Clubes
| Club            | País    | Año       |
| --------------- | ------- | --------- |
| Adana Demirspor | Turquía | 1993-1995 |
| Ankaragücü      | Turquía | 1995-1998 |
| Galatasaray     | Turquía | 1998-2009 |

## Palmarés

### Campeonatos nacionales
| Título               | Club        | País    | Año     |
| -------------------- | ----------- | ------- | ------- |
| Copa de Turquía      | Galatasaray | Turquía | 1998-99 |
| TSYD Cup             | Galatasaray | Turquía | 1998-99 |
| Superliga de Turquía | Galatasaray | Turquía | 1998-99 |
| Superliga de Turquía | Galatasaray | Turquía | 1999-00 |
| Copa de Turquía      | Galatasaray | Turquía | 1999-00 |
| TSYD Cup             | Galatasaray | Turquía | 1999-00 |
| Superliga de Turquía | Galatasaray | Turquía | 2001-02 |
| Copa de Turquía      | Galatasaray | Turquía | 2004-05 |
| Superliga de Turquía | Galatasaray | Turquía | 2005-06 |
| Superliga de Turquía | Galatasaray | Turquía | 2007-08 |
| Supercopa de Turquía | Galatasaray | Turquía | 2008    |

### Copas internacionales
| Título              | Club        | País      | Año       |
| ------------------- | ----------- | --------- | --------- |
| Copa de la UEFA     | Galatasaray | Dinamarca | 1999-2000 |
| Supercopa de Europa | Galatasaray | Mónaco    | 2000      |

### Distinciones individuales
| Distinción                      | Año  |
| ------------------------------- | ---- |
| Equipo ideal de la Copa Mundial | 2002 |